# Segrate
Segrate (lombardisch Segraa) ist eine  italienische Gemeinde (comune) mit 37.051 Einwohnern (Stand 31. Dezember 2023) in der Metropolitanstadt Mailand, Region Lombardei. 
Die Nachbarorte von Segrate sind Mailand, Vimodrone, Pioltello und Peschiera Borromeo.

## Bevölkerungsentwicklung
Im Jahr 2021 betrug die Einwohnerzahl 36.591.
Milano Due
1970 begann die Firma Edilnord des Bauunternehmers Silvio Berlusconi mit den Arbeiten für die Planstadt Milano Due. Das Wohnviertel wurde 1979 fertiggestellt; es umfasst einen künstlichen See und die renommierte Klinik San Raffaele.

## Wirtschaft
In Segrate ist Firmensitz des Verlages Arnoldo Mondadori Editore.

## Verkehr
Segrate liegt an der Bahnstrecke Mailand–Venedig und ist seit Dezember 2004 per S-Bahn an Mailand angebunden durch die Linien:
- S5 (Treviglio – Gallarate / Varese)
- S6 (Treviglio / Pioltello – Novara)

## Persönlichkeiten
In Segrate geboren:
- Veronica Zappone (* 1993), Curlerin
- Nicolò Rovella (* 2001), Fußballspieler
- Matteo Zurloni (* 2002), Sportkletterer
- Elisa Valensin (* 2007), Leichtathletin

Mit Segrate verbunden:
- Karl-Heinz Schnellinger (1939–2024), Fußballspieler